# Galeria Narciza

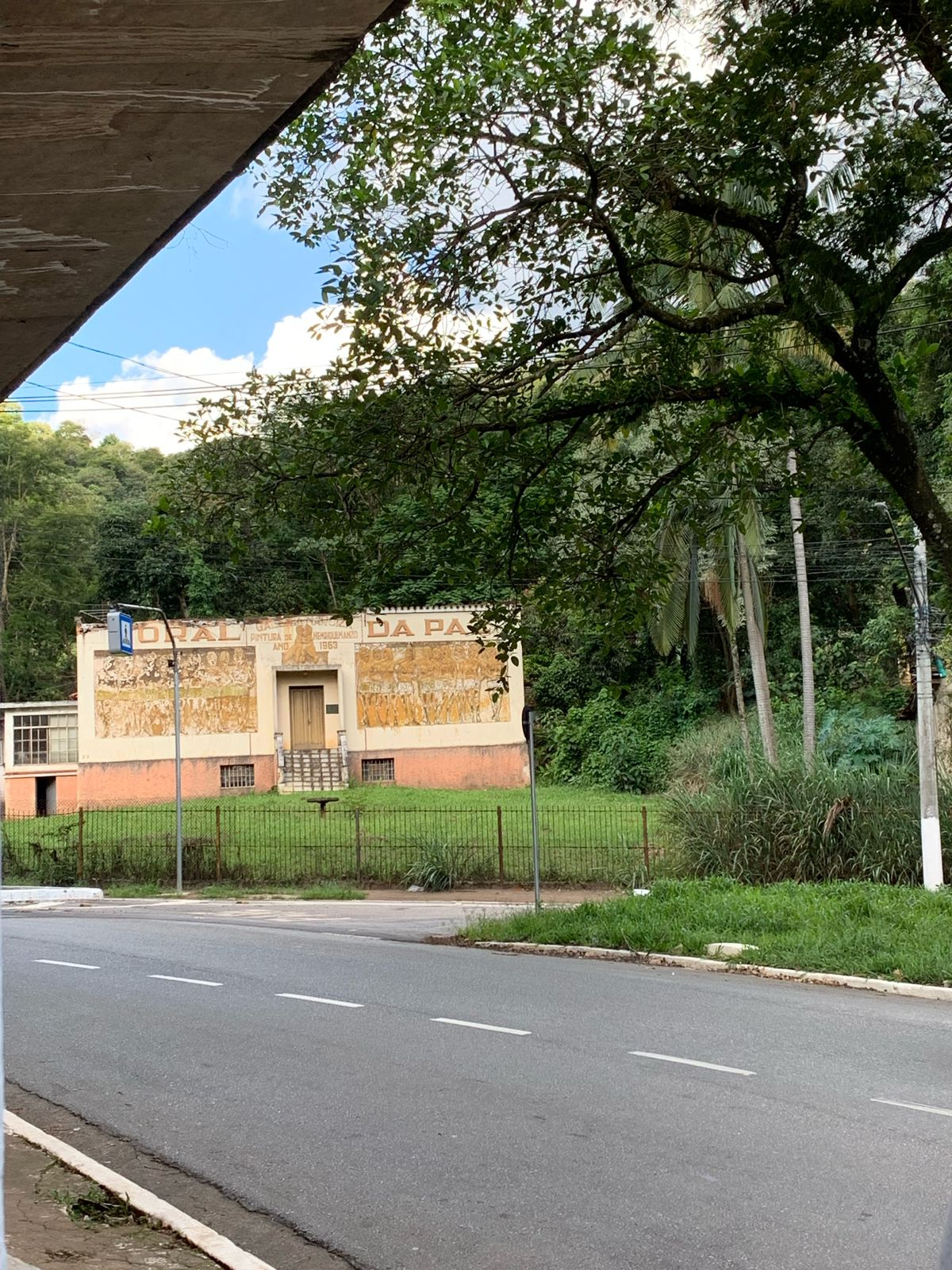
Mural da Galeria Narciza em 2021 vista pela estrada turística do Jaraguá

Galeria Narciza é uma galeria de arte brasileira fundada pelo pintor Henrique Manzo, localizada na estrada do Pico do Jaraguá, na Zona Oeste de São Paulo. O edifício serviu como sua residência e atelier até meados dos anos 80, quando o artista faleceu. A galeria fica localizada no sopé da montanha do Pico do Jaraguá e está ao lado da aldeia indígena Itakupe, uma das últimas aldeias indígenas localizadas em São Paulo.
O nome da galeria é uma homenagem dele a sua esposa, sua companheira durante 60 anos.

## Acervo
O acervo da galeria compõe-se com mais de 150 obras do pintor Henrique Manzo, entre esculturas, pinturas e objetos que o artista usava para criar suas obras.
Dentro do salão há móveis projetados pelo próprio Henrique, ainda conservados e dispostos como ele os deixou. Nas paredes são expostas caixas com proteção de vidro, dentro da qual são mostrados vários objetos utilizados pelo artista: relógios, canetas, óculos, estiletes, medalhas, metro, anéis, um panfleto da inauguração da galeria e catálogos de exposições das quais participou.

## A propriedade
A propriedade de Henrique Manzo, que hoje é residência de seu sobrinho Amleto e sua esposa, conta com cerca de 2.000 m2 de área, contando os dois cômodos ao lado da galeria, onde funcionava seu ateliê.
Em sua fachada, é exposta uma parede enfeitada com dois painéis onde estão desenhadas 20 mulheres indígenas e duas crianças, além da inscrição: “Coral da Paz. Pintura de Henrique Manzo. Ano 1963”. O pintor faz alusão nessa cena ao contato com o povo indígena muito presente na região.

## Atualmente
Servindo de residência para seu sobrinho Amleto e sua esposa há 50 anos, onde tentam preservar tudo o que o pintor deixou desde sua morte, a galeria permanece fechada a visitação há 24 anos.
Hoje em dia, a galeria conta com problemas estruturais e infiltrações. Mesmo após anos de tentativas de seu sobrinho de doar a galeria à gestão pública - o que era um desejo explícito do próprio Henrique -, a galeria continua sendo cuidada e administrada apenas pelos esforços da família de Henrique, afim de preservar a memória histórica e cultural do artista e da região.